# Ghiacciaio Daspit
Il ghiacciaio Daspit (in inglese Daspit Glacier) è un ghiacciaio lungo circa 10,2 km situato sulla costa di Bowman, nella parte sud-orientale della Terra di Graham, in Antartide. Il ghiacciaio, il cui punto più alto si trova a circa 800 m s.l.m., fluisce in direzione est-nord-est lungo il versante meridionale del monte Shelby fino ad entrare nell'insenatura Trail, andando così ad alimentare quello che rimane della piattaforma di ghiaccio Larsen C.

## Storia
Il ghiacciaio Daspit fu scoperto da alcuni membri del Programma Antartico degli Stati Uniti d'America di stanza alla base Est nel 1939-41 e fu originariamente chiamato "ghiacciaio Fleming" in onore del reverendo W.L.S. Fleming. Il ghiacciaio fu quindi fotografato nel 1947 durante una ricognizione aerea effettuata nel corso della Spedizione antartica di ricerca Ronne, 1947-48, comandata da Finn Rønne, e infine mappato nel 1948 dal British Antarctic Survey, che all'epoca si chiamava ancora Falkland Islands and Dependencies Survey (FIDS). Ronne lo ribattezzò in onore del capitano della marina militare statunitense Lawrence R. Daspit che assistette Ronne nell'ottenere il supporto della marina statunitense alla suddetta spedizione di ricerca antartica. In conseguenza di ciò, il precedente nome fu trasferito al ghiacciaio Fleming, sulla costa di Rymill, nella parte nord-occidentale della Terra di Palmer.